# 凤山秋海棠
凤山秋海棠（学名：Begonia chingii）为秋海棠科秋海棠属的植物。分布在中国大陆的广西等地，生长于海拔700米至800米的地区，一般生长在流水的洞穴旁，目前尚未由人工引种栽培。

## 别名
广西秋海棠（中国高等植物图鉴补编）